# Namdroling

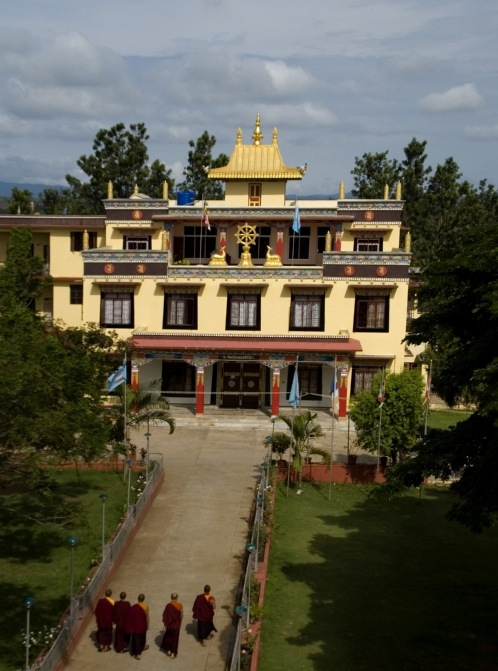
Le monastère de Namdroling, Bylakuppe en Inde

Le monastère de Namdroling (ou Thekchog Namdrol Shedrub Dargye Ling) est le plus grand centre d'enseignement Nyingmapa, école  du bouddhisme tibétain dans le monde. 
Localisé dans la partie de Bylakuppe en Inde, dans le  district de Mysore, le monastère accueille une communauté de plus de 5000 lamas (moines et nonnes), un collège religieux (ou shedra) et un hôpital. 

## Histoire
Le monastère a été établi par Penor Rinpoché en 1963, après son exil du Tibet en 1959. La structure initiale était un temple construit de bambou. En 2007, les facilités de logement seulement pour l'école incluent trois bâtiments de plus de 150 pièces.